# Marco Zanotti (ciclista 1974)
Marco Zanotti (Rovato, 21 gennaio 1974) è un ex ciclista su strada italiano con caratteristiche di velocista. Professionista dal 1997 al 2008.

## Carriera
In carriera ha vinto undici gare professionistiche, anche se gli manca la vittoria nelle più importanti corse a tappe.
Ha corso con la Aki-Safi (poi Vini Caldirola-Longoni Sport) dal 1997 al 1998, con la Liquigas-Pata dal 2000 al 2001, con la Fassa Bortolo dal 2002 al 2003, con la Vini Caldirola-Nobili Rubinetterie nel 2004, con la Liquigas-Bianchi nel 2005, con la Unibet.com nel 2006 e 2007 e con la Preti Mangimi nel 2008. Nel 1999 era tornato dilettante con la Edile Gaverina.

## Palmarès
- 1996 (Dilettanti)

Vicenza-Bionde
Trofeo Mamma e Papà Cioli
Giro delle Tre Provincie
Trofeo Stefano Fumagalli
3ª tappa Sei Giorni del Sole
5ª tappa Sei Giorni del Sole (Gioia Tauro)
1ª tappa Giro delle Regioni (Narni > Civitavecchia)
4ª tappa Giro delle Regioni (Rieti > Porto Sant'Elpidio)
4ª tappa Giro del Friuli (Lignano)
5ª tappa Giro del Friuli (Porcia)
- 1999 (Dilettanti)

Gran Premio della Liberazione
Gran Premio Artigiani Sediai e Mobilieri
Coppa Caduti di Soprazocco
Giro delle Tre Provincie
Trofeo Franco Balestra
1ª tappa Giro delle Marche
2ª tappa Giro delle Marche
3ª tappa Giro delle Marche
Gran Premio San Basso
Trofeo Pina e Mario Bazzigaluppi
- 2000 (Liquigas, tre vittorie)

Giro della Provincia di Siracusa
4ª tappa Regio-Tour (Badenweiler > Guebwiller)
4ª tappa Giro di Danimarca (Lalandia > Nakskov)
- 2001 (Liquigas, una vittoria)

5ª tappa Setmana Catalana (Berga > Llobregat)
- 2002 (Fassa Bortolo, una vittoria)

1ª tappa Giro del Trentino (Arco > Arco)
- 2003 (Fassa Bortolo, due vittorie)

3ª tappa Setmana Catalana (Castelló de Ampurias > Parets del Vallès)
2ª tappa, 1ª semitappa Regio-Tour (Liel > Müllheim)
- 2004 (Vini Caldirola - Nobili Rubinetterie, una vittoria)

3ª tappa Driedaagse De Panne - Koksijde (De Panne > De Panne)
- 2005 (Liquigas, due vittorie)

4ª tappa Circuito Franco-Belga (Cuesmes > Doornik)
Classifica generale Circuito Franco-Belga
- 2006 (Unibet.com, una vittoria)

1ª tappa Volta ao Algarve (Albufeira > Tavira)

### Altri successi
- 2000 (Liquigas)

Classifica a punti Giro di Danimarca
- 2002 (Fassa Bortolo)

1ª tappa Tour Méditerranéen (Salon > Berre, cronosquadre)
- 2003 (Fassa Bortolo)

6ª tappa Tour Méditerranéen (Gemenos > Marsiglia, cronosquadre)
- 2005 (Liquigas)

Classifica a punti Circuito Franco-Belga

## Piazzamenti

### Grandi giri
- Giro d'Italia

1998: fuori tempo (17ª tappa)
2000: 116º
2001: 117º
2004: 114º
- Vuelta a España

1997: ritirato (7ª tappa)
2000: ritirato (18ª tappa)
2004: ritirato (14ª tappa)
2005: 117º

### Classiche
- Milano-Sanremo

2000: 47º
2001: 46º
2004: 111º
2007: ritirato
- Giro delle Fiandre

2000: ritirato
2001: ritirato
2003: 79º
2005: ritirato
- Parigi-Roubaix

2000: ritirato
2001: ritirato
2003: ritirato
2005: ritirato
- Giro di Lombardia

1997: ritirato
2001: ritirato

### Competizioni europee
- Campionati europei

Isola di Man 1996 - In linea Under-23: 10°